# Vivien Leigh
Vivien Leigh (Darjeeling, Indija, 5. studenog 1913. – London, 8. srpnja 1967.), engleska kazališna i filmska glumica. Osvojila je dva Oscara za uloge pripadnica višeg sloja s Juga Amerike, Scarlett O'Hara u Zameo ih vjetar (1939.) i Blanche DuBois u  Tramvaju zvan čežnja (1951.). Bila je i plodna kazališna glumica, a često je nastupala sa svojim mužem,  Laurenceom Olivierom, koji je režirao nekoliko njezinih predstava. Tijekom tridesetogodišnje kazališne karijere, nastupala je u ulogama heroina u komedijama Noela Cowarda i  Georgea Bernarda Shawa pa do klasičnih  šekspirijanskih likova kap što su Ofelija, Kleopatra, Julija i Lady Macbeth.
Leigh je često mislila kako je ne shvaćaju ozbiljno zbog njezine ljepote, ali kao njezina najveća prepreka pokazalo se njeno krhko zdravlje. Kako je cijelog života patila od  bipolarnog poremećaja, stekla je reputaciju teške suradnice, radi čega joj je patila i karijera. Dodatno ju je oslabila tuberkuloza, koja joj je prvi put dijagnosticirana sredinom četredesetih. Ona i Olivier su se razveli 1960., a Leigh je nakon toga sporadično radila na filmu i u kazalištu, sve do smrti od tuberkuloze.

## Rani život i i glumačka karijera
Leigh je rođena kao Vivian Mary Hartley u Darjeelingu, Zapadni Bengal, u Britanskoj Indiji, u obitelji Ernesta Hartleyja, britanskog časnika u indijskoj konjici, i Gertrude Robinson Yackje. Vjenčali su se u Kensingtonu, London 1912. 1917., Ernest Hartley premješten je u Bangalore, dok su Gertrude i Vivian ostali u Ootacamundu. Vivian Hartley prvi put se pojavila u kazalištu s tri godine, recitirajući dječju pjesmicu u majčinoj glumačkoj amaterskoj grupi. Gertrude Hartley pokušavala je svojoj kćeri usaditi sklonost literaturi pa ju je upoznala s djelima Hansa Christiana Andersena,  Lewisa Carrolla i  Rudyarda Kiplinga, kao i s pričama iz  grčke mitologije. Kao jedino dijete, Vivian Hartley poslana je 1920. u samostan u Roehamptonu u Engleskoj. Njezina najbolja prijateljica u samostanu bila je buduća glumica Marueen O'Sullivan, kojoj se povjerila da želi postati "velika glumica".
Obrazovanje je završila u Europi, vrativši se roditeljima 1931. Otkrila je da jedan film Maureen O'Sullivan igra u londonskom West Endu pa je rekla roditeljima da želi postati glumica. Oboje su je podržali u toj namjeri, a otac joj je pomogao da se upiše na Kraljevsku akademiju dramskih umjetnosti u Londonu.
Krajem 1931., upoznala je Herberta Leigha Holmana, poznatog kao Leigh, trinaest godina starijeg odvjetnika. Iako on nije podnosio "kazalištarce", vjenčali su se 20. prosinca 1932., a ona je napustila studij. 12. listopada 1933. je rodila kćer, Suzanne, ali se osjećala zatvoreno u kućanskom životu. Prijatelji su je predložili za manju ulogu u filmu Things Are Looking Up, što je bio njezin filmski debi. Angažirala je agenta, Johna Gliddona, koji je mislio da ime "Vivian Holmes" nije prikladno za glumicu, a nakon što je odbio njezin prijedlog, "April Morn", kao svoje profesionalno ime uzela je "Vivien Leigh". Gliddon ju je preporučio Alexanderu Kordi kao potencijalnu filmsku glumicu, ali Korda je odbio smatrajući kako nema glumačkog potencijala.
Nakon uloge u predstavi The Mask of Virtue 1935., Leigh je zaradila sjajne kritike nakon čega su slijedili intervjui i novinski članci. Među potonjima je bio i jedan iz Daily Expressa u kojem je intervjuer naglasio kako joj se "munjevito promijenio izraz lica", što je bilo prvo javno spominjanje njezinih karakterističnih promjena raspoloženja. Korda, koji je prisustvovao njezinoj premijeri, je priznao svoju grešku i potpisao s njom filmski ugovor, napisavši joj ime "Vivien Leigh". Nastavila je s predstavom, ali kada ju je Korda preselio u veće kazalište, Leigh nije mogla adekvatno reproducirati svoj glas, ni zadržati pozornost tolike publike, pa je predstava ubrzo skinuta s repertoara.

## Susret s Laurenceom Olivierom
Laurence Olivier vidio je Leigh u Mask of Virtue, a prijateljstvo među njima se razvilo nakon što joj je on čestitao na izvedbi. Dok su glumili ljubavnike u filmu Vatra iznad Engleske (1937.), među Olivierom i Leigh se razvila privlačnost, a nakon što je snimanje završeno, počeli su vezu. Tijekom tog vremena, Leigh je pročitala roman Margaret Mitchell Zameo ih vjetar i naložila agentu da je predloži Davidu O. Selznicku, koji je planirao filmsku verziju. Rekla je novinaru, "Sama sam se angažirala za ulogu Scarlett O'Hara", a filmski kritičar C. A. Lejeune prisjetio se razgovora iz istog perioda u kojem "nas je Leigh sve osupnula" tvrdnjom da Laurence Olivier "neće glumiti Rhetta Butlera, ali ću ja glumiti Scarlett O'Hara. Čekajte i vidjet ćete."
Leigh je u Olivierovoj produkciji Hamleta u londonskom kazalištu Old Vic glumila Ofeliju, a Olivier se kasnije prisjetio kako joj se raspoloženje rapidno promijenilo prije nego što je trebala izaći na pozornicu. Bez ikakve provokacije, počela je vikati na njega, a onda zašutjela i počela zuriti u prazno. Odglumila je bez poteškoća, a sutradan se vratila rutini. Bilo je to po prvi put da je Olivier svjedočio takvom ponašanju s njezine strane. Počeli su živjeti zajedno; Holman i Olivierova žena, glumica Jill Esmond, odbili su dati razvod svojim supružnicima.
Leigh se u filmu A Yank at Oxford (1938.) pojavila s Robertom Taylorom, Lionelom Barrymoreom i Maureen O'Sullivan, u prvom svom filmu koji je primijećen i u  Sjedinjenim Državama. Tijekom produkcije je stekla reputaciju teške i nerazumne osobe, a Korda je rekao njenom agentu da njezin ugovor neće biti produžen ako se i dalje bude tako ponašala.

## Međunarodni uspjeh
Olivier se pokušavao probiti u inozemstvu; unatoč svom uspjehu u Britaniji, nije bio dobro poznat u Sjedinjenim Državama, a raniji pokušaji da se predstavi na američkom tržištu su propali. Kako mu je ponuđena glavna uloga u produkciji Orkanskih visova (1939.) Samuela Goldwyna, otputovao je u Hollywood, ostavivši Leigh u Londonu. Goldwyn i redatelj filma, William Wyler, ponudili su Leigh sporednu ulogu Isabelle, ali ju je odbila, rekavši da će glumiti samo Cathy, ulogu koja je već dodijeljena Merle Oberon.
Hollywood je bio usred razvikane potrage za glumicom koja će utjeloviti Scarlett O'Hara u produkciji Zameo ih vjetar (1939.) Davida O. Selznicka. Leighin američki agent bio je londonski predstavnik agencije Myron Selznick (Myron je bio Davidov brat), a u veljači 1938. je rekla da se i njeno ime stavi među kandidatkinje. Tog mjeseca, David Selznick ju je gledao u Vatri iznad Engleske i Yank at Oxford i tada je postala jedna od najozbiljnijih kandidata za ulogu. Između veljače i kolovoza, Selznick je pogledao sve njene engleske filmove, a u kolovozu je počeo pregovarati s producentom Alexanderom Kordom, s kojim je Leigh bila pod ugovorom do kraja te godine. 18. listopada, Selznick je poslao povjerljiv dopis redatelju  Georgeu Cukoru, "Još se nadam protiv nade za tu novu djevojku". Leigh je otputovala u Los Angeles, navodno da bi bila s Olivierom. Kad je Myron Selznick, koji je predstavljao i Oliviera, sreo Leigh, pomislio da posjeduje kvalitete koje traži njegov brat. Odveo je Leigh i Oliviera na set gdje je snimana scena požara skladišta u Atlanti, i predstavio Leigh. Sljedećeg dana, Leigh je pročitala scenu za Selznicka, koji je organizirao probu i napisao svojoj ženi, "Ona je neočekivani pobjednik i izgleda prokleto dobro. Samo za tvoje uši: sve je spalo na Paulette Goddard, Jean Arthur, Joan Bennett i Vivien Leigh.". Redatelj George Cukor se složio i pohvalio Leighinu "nevjerojatnu volju", koja je ubrzo dobila ulogu.
Snimanje se pokazalo teškim iskustvom za Leigh; Cukor je otpušten, a doveden je Victor Fleming, s kojim se Leigh često prepirala. Ona i Olivia de Havilland potajno su se sastajale s Cukorom po noći i vikendima u potrazi za njegovim savjetom o tome kako bi trebale odigrati svoje uloge. Sprijateljila se s  Clarkom Gableom, njegovom suprugom Carole Lombard i de Havilland, ali se sukobila s Lesliejem Howardom, s kojim je trebala snimiti nekoliko emocionalnih scena. Zbog njezina poremećaja, ponekad je morala raditi sedam dana tjedno, često dokasno u noć, a nedostajao joj je Olivier koji je radio u New Yorku. Napisala je Leighu Holmanu, "Prezirem Hollywood... nikad se neću naviknuti na ovo - kako mrzim filmsku glumu." De Havilland je 2006. odgovorila na tvrdnje o Leighinom bijesnom ponašanju tijekom snimanja Zameo ih vjetar, što je objavljeno u biografiji Laurencea Oliviera. Branila je Leigh, rekavši, "Vivien je bila besprijekorno profesionalna, besprijekorno disciplinirana na snimanju Zameo ih vjetar. Brinule su je dvije stvari: da da sve od sebe u izrazito teškoj ulozi i to što je bila odvojena od Larryja (Olivier), koji je bio u New Yorku."
Zameo ih vjetar donio je Leigh trenutnu pozornost i slavu, ali ona je rekla, "Ja nisam filmska zvijezda - ja sam glumica. Biti filmska zvijezda - samo filmska zvijezda - je tako lažan život, koji se povodi lažnim vrijednostima i publicitetom. Glumice dugo traju i uvijek se nađe divnih uloga." Između deset Oscara koje je osvojio Zameo ih vjetar, bila je i nagrada za najbolju glumicu za Leigh.

## Brak i zajednički projekti
U veljači 1940., Jill Esmond pristala je dati razvod Laurenceu Olivieru, a i Holman se pristao razvesti od Leigh, iako su ostali dobri prijatelji do kraja Leighina života. Esmond je odobreno skrbništvo nad Tarquinom, njezinim sinom s Olivierom, a Holmanu je dodijeljeno skrbništvo nad Suzanne, njegovom kćeri s Leigh. 30. kolovoza Olivier i Leigh su se vjenčali u Santa Barbari, Kalifornija, a na svečanosti su bili prisutni samo njihovi kumovi, Katharine Hepburn i Garson Kanin.
Leigh se nadala da će nastupiti s Olivierom pa je otišla na probu za  Rebeccu, film koji je trebao režirati Alfred Hitchcock s Olivierom u glavnoj ulozi, ali nakon što je vidio probu Selznick je rekao da ona nije pravi izbor, s čime se složio i Hitchcock, a i Leighin mentor, George Cukor. Selznick je primijetio da nije pokazivala nikakav entuzijazam za ulogu sve dok glavna uloga nije pripala Olivieru, a kasnije je angažirao Joan Fontaine. Nije joj dopustio ni da se pridruži Olivieru u Ponosu i predrasudama (1940.), a Greer Garson je preuzela ulogu koju je Leigh namijenila sebi. U Mostu Waterloo trebali su nastupiti Olivier i Leigh, no Selznick je Oliviera zamijenio s Robertom Taylorom, tada na vrhuncu karijere. Unatoč Leighinoj nevoljkosti da nastupi bez Oliviera, film ne samo da je bio popularan među publikom i kritikom, nego je postao i njezin omiljeni film.
Ona i Olivier postavili su kazališnu produkciju  Romea i Julije na Broadwayu. Njujorški tisak pisao je o brakolomstvu koje je označilo vezu između Oliviera i Leigh i pitao se zašto se ne vraćaju u Englesku kako bi doprinijeli ratnim naporima, dok su kritičari bili neprijateljski raspoloženi njihovim sudjelovanjem u produkciji. Brooks Atkinson iz New York Timesa je napisao, "Iako su gđica. Leigh i g. Olivier zgodan mladi par, jedva glume skupa." Dok je većina krivnje svaljena na Olivierovu glumu i režiju, i Leigh je bila kritizirana. Bernard Grebanier je napisao "tankoj, prodavačkoj kvaliteti glasa gđice. Leigh." Par je u projekt uložio gotovo cijelu ušteđevinu, a neuspjeh je bila financijska katastrofa za njih.
Zajedno su snimili Ta Hamiltonova žena (1941.) s Olivierom u ulozi Horatija Nelsona i Leigh kao Emma Hamilton. S Britanijom koja je bila sudionik  Drugog svjetskog rata, bio je to jedan od nekoliko holivudskih filmova s pro-britanskim sentimentom. Film je bio jako popularan u Americi, ali je najveći uspjeh doživio u Sovjetskom Savezu. Winston Churchill organizirao je prikazivanje filma na zabavi na kojoj je bio Franklin Delano Roosevelt, a prisutnima se obratio riječima, "Gospodo, mislim da će vas interesirati ovaj film, budući da prikazuje velike događaje slične onima kojih ste upravo dio." Olivierovi su bili česti gosti kod Churchilla do kraja njegova života.
Olivierovi su se vratili u Englesku, a Leigh je 1943. putovala kroz  Sjevernu Afriku, nastupajući pred trupama prije nego što je obolila s konstantnim kašljem i groznicom. 1944. joj je dijagnosticirana tuberkuloza u lijevom plućnom krilu, ali nakon što je provela nekoliko tjedana u bolnici, izgledalo je kao da se oporavila. U proljeće je snimala silm Cezar i Kleopatra (1945.) kad je otkrila da je trudna, ali je pobacila. Pala je u tešku depresiju koja je dosegnula kritičnu točku kad se okrenula protiv Oliviera, verbalno ga i fizički napadajući sve dok nije pala na pod jecajući. Bio je to prvi od mnogih živčanih slomova povezanih s maničnom depresijom, ili  bipolarnim poremećajem. Olivier je počeo prepoznavati simptome nadolazeće epizode - nekoliko dana hiperaktivnosti koje prati period depresije i eksplozivni živčani slom, nakon kojeg se Leigh ne bi ničega sjećala, ali bi se osjećala postiđeno i pokajnički.
Bila je toliko dobro da nastavi glumiti u uspješnoj londonskoj produkciji The Skin of Out Teeth Thorntona Wildera, ali njezini filmovi iz ovog razdoblja, Cezar i Kleopatra (1945.) i Ana Karenjina (1948.), nisu doživjeli veći uspjeh.
Olivier je 1947. proglašen vitezom, a Leigh mu se pridružila u Buckinghamskoj palači na investituri. Postala je Lady Olivier, titula koju je nastavila nositi i nakon njihova razvoda, sve do smrti.
Olivier je 1948. postao član Savjeta redatelja kazališta Old Vic, nakon čega su se on i Leigh zaputili na turneju po  Australiji i Novom Zelandu kako bi prikupili sredstva za kazalište. Tijekom šestomjesečne turneje, Olivier je nastupio u komadu Richard III. te s Leigh u The School for Scandal i The Skin of Our Teeth. Turneja je bila veliki uspjeh, a iako se Leigh mučila s nesanicom te ju je trebalo zamijeniti na tjedan dana, općenito je uspjela odgovoriti na sve zahtjeve stavljene pred nju, a Olivier je primijetio njezinu sposobnost da "očara novinare". Članovi glumačke družine kasnije su se prisjetili nekoliko svađa između para, a najdramatičnija je bila ona u Christchurchu kad Leigh nije htjela izaći na pozornicu. Olivier ju je ošamario, a Leigh mu je uzvratila i opsovala ga prije nego što je otišla na pozornicu. Pri kraju turneje, oboje su bili iscrpljeni i bolesni, a Olivier je rekao novinaru, "Možda ne znate, ali razgovarate s parom hodajućih leševa." Kasnije je rekao kako je u Australiji "izgubio Vivian".
Uspjeh turneje ohrabrio je Olivierove da prvi put nastupe zajedno na West Endu, u istim djelima, uz jedan dodatak, Antigonu, koja je dodana na Leighin zahtjev jer je htjela glumiti u tragediji.
Leigh je nakon toga nastojala dobiti ulogu Blanche DuBois u West End produkciji  Tramvaja zvan čežnja Tennesseeja Williamsa, a dobila ju je nakon što su je Williams i producentica predstave Irene Mayer Selznick vidjeli u The School for Scandal i Antigoni, a Olivier je potpisao za režiju. Kako je sadržavala scenu silovanja i reference na promiskuitet i homoseksualnost, predstava je označena kao kontroverzna, a rasprave u medijimao njenoj primjerenosti dodatno su zabrinule Leigh. Ali, čvrsto je vjerovala u važnost djela. Pisac J.B. Priestley kritizirao je predstavu i Leighinu izvedbu, a kritičar Kenneth Tynan je komentirao kako je Leigh bila loš izbor jer su britanski glumci "preotmjeni za pozornicu". Olivier i Leigh su bili ozlojeđeni jer je dio komercijalnog uspjeha predstave ležao u članovima publike koji su došli na ono za što su mislili da je razbludna i senzacionalistička priča, a ne grčka tragedija kakvu su zamišljali, ali predstava je imala i snažne zagovaratelje, među njima i Noela Cowarda koji je opisao Leigh kao senzacionalnu.
Nakon 326 izvedbi, Leigh je završila svoju izvedbu; međutim, ubrzo je angažirana za filmsku verziju. Njezino nepoštovanje i nepristojni smisao za humor dopustili su joj da razvije odnos s drugom zvijezdom filma,  Marlonom Brandom, ali se nije slagala s redateljem  Elijom Kazanom, koji nije imao visoko mišljenje o njoj. Kasnije je rekao "nije imala talenta", ali kako je projekt napredovao, postao je "pun divljenja" za "najveću odlučnost za isticanje od bilo koje glumice za koju znam. Puzala bi po slomljenom staklu ako bi smatrala da će to pomoći njenoj izvedbi." Leigh je uloga bila iscrpljujuća te je izjavila za Los Angeles Times, "Devet mjeseci sam u kazalištu bila Blanche DuBois. Sada ona upravlja mnome." Kritike su je redom hvalile, a ona je osvojila svog drugog  Oscara za najbolju glumicu, BAFTA nagradu i nagradu Njujorškog kruga kritičara za najbolju glumicu. Tennessee Williams komentirao je da je Leigh ulozi donijela "sve što sam namjeravao, i puno toga o čemu nisam ni sanjao", ali u kasnijim godinama, Leigh je rekla da ju je igranje Blanche DuBois "odvelo u ludilo".

## Napredak bolesti
Olivier i Leigh su 1951. nastupili su u dvije predstave o  Kleopatri, Antonije i Kleopatra  Williama Shakespearea i Cezar i Kleopatra  Georgea Bernarda Shawa, mijenjajući predstave svaku noć i osvajajući dobre recenzije. Produkcije su premjestili u New York, gdje su nastupali jednu sezonu u kazalištu Ziegfield sve do 1952. Recenzije tamo su bile dosta pozitivne, ali kritičar Kenneth Tynan ih je razbjesnio kad je izjavio kako je Leigh mediokritetski talent koji je prisilio Oliviera da kompromitira svoj. Leigh je, prestrašena neuspjeha i s namjerom da postigne veličinu, prihvatila njegovu kritiku, ignorirajući pozititvne recenzije drugih kritičara.
U siječnju 1953., Leigh je otputovala u Ceylon kako bi snimala Slonovski hod s Peterom Finchom. Ubrzo nakon početka snimanja, doživjela je živčani slom, a studio Paramount ju je zamijenio s Elizabeth Taylor. Olivier ju je vratio u njihov dom u Engleskoj, gdje mu je između perioda nedosljednosti, Leigh rekla da se zaljubila u Fincha i da ga je prevarila s njim. U sljedećih nekoliko mjeseci se postupno oporavila.
Zbog te epizode, mnogi Olivierovi prijatelji su saznali za njezine probleme. David Niven je rekao da je bila "dobro, dobro luda", a u svojem dnevniku Noel Coward je izrazio iznenađenje da su "stvari bile loše i postajale gore od 1948. ili otprilike u to vrijeme."
Leigh se dovoljno oporavila kako bi nastupila s Olivierom u predstavi The Sleeping Prince, a 1955. su odigrali sezonu u Avonu na Stratfordu u Shakespeareovim Na tri kralja, Machbethu i Tit Androniku. Predstave su privlačile publiku, a dobivale su općenito pozititvne kritike. Leighino zdravlje se naizgled stabiliziralo. Noel Coward uživao je uspjeh s predstavom South Sea Bubble, s Leigh u glavnoj ulozi, ali ona je zatrudnila i odustala od produkcije. Nekoliko tjedana poslije, pobacila je i pala u depresiju koja je potrajala mjesecima. Pridružila se Olivieru na europskoj turneji s Titom Andronikom, ali je turneja prekinuta zbog Leighinih izljeva bijesa na Oliviera i druge članove družine. Nakon povratka u London, njezin bivši muž Leigh Holman, koji je imao velik utjecaj na nju, ostao je s Olivierovima i pomogao smiriti je.
1958., smatrajući da je njezin brak gotov, Leigh je počela vezu s glumcem Jackom Merivaleom, koji je znao za njeno zdravstveno stanje i uvjerio Oliviera da će se pobrinuti za nju. 1960., ona i Olivier su se razveli, a Olivier je oženio glumicu Joan Plowright.

## Posljednje godine i smrt
Merivale se pokazao kao stabilan utjecaj na Leigh, ali unatoč njenom prividnom zadovoljstvu, novinaru Radieju Harrisu u povjerenju je rekla "kako bi radije proživjela kratki život s Larryjem (Olivier) nego se suočila s dugim bez njega". Njezin prvi muž, Leigh Holman, također je proveo puno vremena s njom. Merivale joj se pridružio na turneji po  Australiji, Novom Zelandu i Latinskoj Americi koja je trajala od srpnja 1961. do svibnja 1962., a Leigh je zaradila pozitivne recenzije bez Oliviera pod svjetlima pozornice. Iako izmučena napadajima depresije, nastavila je raditi u kazalištu, a 1963. je osvojila nagradu Tony za najbolju glumicu u mjuziklu u boadwayskom mjuziklu Tovarich. Nastupila je i u filmovima Rimsko proljeće gđe. Stone (1961.) i Brod luđaka (1965.).
U svibnju 1967. je prolazila probe kako bi nastupila s Michaelom Redgraveom u filmu A Delicate Balance, ali joj se tada pogoršala tuberkuloza. Nakon nekoliko tjedana odmora, činilo se da se oporavlja. Noći 7. srpnja, Merivale ju je ostavio kao i obično, kako bi nastupio u predstavi, a vratio se kući u ponoć i pronašao je kako spava. Oko pola sata poslije, (sada 8. srpnja), vratio se u spavaću sobu i pronašao njezino tijelo na podu. Pokušala je otići u kupaonicu, a kako su joj se pluća napunila tekućinom, srušila se. Merivale je nazvao Oliviera, koji je dobivao terapiju zbog raka prostate u obližnjoj bolnici. U svojoj autobiografiji, Olivier je opisao "gorku patnju" kad je odmah otišao u Leighinu rezidenciju, gdje je pronašao Merivalea kako je premjestio njezino tijelo na krevet. Olivier je izrazio sućut i "stajao i molio za oprost za sva zla koja su našla između nas", prije nego što je pomogao Merivaleu srediti pojedinosti oko sprovoda.
Kremirana je, a njezin pepeo razasut je na jezeru kod njene kuće u Tickerage Millu, East Sussex, Engleska.

## Kritički komentari
Vivien Leigh smatrana je jednom od najljepših glumica svojeg doba, a redatelji su to isticali u većini njezinih filmova. Kad su je upitali smatra li svoju ljepotu hendikepom, rekla je "ljudi misle da ako izgledaš prilično zgodno, ne znaš glumiti, a budući da je meni stalo jedino do glume, mislim da ljepota ne može biti veliki hendikep, ako stvarno želiš izgledati kao lik kojeg glumiš, koji nije kao ti."
George Cukor je rekao da je Leigh bila "potpuna glumica, spriječena ljepotom", a Laurence Olivier je rekao da bi je kritičari trebali "pohvaliti zato što je bila glumica, a ne uvijek puštati da se njihovi sudovi iskrivljuju radi njezine ljepote." Američki pisac i redatelj Garson Kanin dijelio je njihovo stajalište i opisao Leigh kao "ljepoticu čija je zanosna ljepota često znala zasjeniti njezine vrtoglave uspjehe kao glumice. Velike ljepotice nisu često velike glumice - jednostavno zato što ne trebaju biti. Vivien je bila drugačija, ambiciozna, ustrajna, ozbiljna, često inspirirana."
Leigh je objasnila da je igrala "što je moguće različitije uloge" u pokušaju da ispita svoje vještine i odbaci predrasude o svojim sposobnostima. Vjerovala je da je komedija zahtjevnija od drame jer zahtjeva precizniju sinkronizaciju, te je dodala da bi više pažnje trebalo obratiti na komediju kao dio glumačkog treninga. Bližeči se kraju karijere, koja se kretala od komedija Noela Cowarda do Shakespearovih tragedija, primijetila je, "Puno je lakše ljude rasplakati nego ih nasmijati."
Njezine rane izvedbe donijele su joj trenutni uspjeh u  Britaniji, ali je ostala dosta nepoznata u drugim dijelovima svijeta sve do premijere filma Zameo ih vjetar. New York Times je napisao u prosincu 1939., "Scarlett gđice. Leigh je opravdala apsurdni zahtjev koji ju je pred nju postavljen. Ona je tako umjetnički i prirodno savršeno stvorena za ulogu da se nijedna druga glumica ne može zamisliti u toj ulozi.". Kako joj je slava rasla, pojavila se na naslovnici Timea kao Scarlett. 1969., kritičar Andrew Sarris je napisao da je uspjeh filma u dobrom dijelu bio posljedica inspirirane Leigh, a 1998. je napisao da "ona živi u našim sjećanjima i uspomenama kao dinamična snaga, a ne kao statična prisutnost." Leonard Maltin opisao je film kao jedan od najboljih svih vremena, napisavši 1998. da je Leigh "briljantno odigrala" svoju ulogu.
Njezinu izvedbu u West End produkciji  Tramvaja zvan čežnja, kazališni pisac Phyllis Hartnoll opisao je kao "dokaz veće snage nego je do tada pokazivala", nakon čega su je duže vrijeme smatrali jednom od najboljih glumica britanskog teatra. Raspravljajući o filmskoj verziji, Pauline Kael je napisala da su Leigh i Marlon Brando pružili "dvije najveće izvedbe ikad viđene na filmu" te da je ona Leighina bila "jedna od onih rijetkih izvedbi za koju se s pravom može reći da u isto vrijeme budi strah i sažaljenje."
Kenneth Tynan ismijavao je Leighinu izvedbu s Olivierom u produkciji Tita Andronika iz 1955., komentirajući da "ona prima vijesti da će joj oskvrnuti mužev leš s blagom mukom kao da je spužvasta guma". On je bio jedan od nekoliko kritičara koji su negativno reagirali na njezinu reinterpretaciju Lady Macbeth 1955., rekavši da je njezina izvedba bila nestvarna te da je nedostajalo bijesa kojeg ta uloga zahtijeva; međutim, nakon njezine smrti je promijenio mišljenje, opisujući svoje ranije kritike kao "jednu od najvećih grešaka u prosudbi" koje je ikad napravio.

## Nagrade i nominacije
| Godina | Nagrada | Rad                 |
| ------ | --- | ------------------- |
| 1939.  | Oscar za najbolju glavnu glumicu (pobjeda) Nagrada Njujorškog kruga kritičara za najbolju glumicu (pobjeda) | Zameo ih vjetar     |
| 1951.  | Oscar za najbolju glavnu glumicu (won) BAFTA nagrada za najbolju glavnu glumicu (pobjeda) Zlatni globus za najbolju glumicu – drama (nominirana) Nagrada Njujorškog kruga kritičara za najbolju glumicu (pobjeda) Venecijanski filmski festival - Volpi Cup (pobjeda) | Tramvaj zvan čežnja |
| 1963.  | Nagrada Tony za najbolju glumicu u mjuziklu (pobjeda) | Tovarich            |

## Filmografija
| Godina | Film                       | Uloga           | Redatelj                       |
| ------ | -------------------------- | --------------- | ------------------------------ |
| 1935.  | The Village Squire         | Rose Venables   | Reginald Denham                |
| 1935.  | Things Are Looking Up      | Školarka        | Albert de Corville             |
| 1935.  | Look Up and Laugh          | Marjorie Belfer | Basil Dean                     |
| 1935.  | Džentlmenski sporazum      | Phil Stanley    | George Pearson                 |
| 1937.  | Vatra iznad Engleske       | Cynthia         | William K. Howard              |
| 1937.  | Oluja u šalici             | Victoria Gow    | Ian Dalrymple i Victor Saville |
| 1938.  | A Yank at Oxford           | Elsa Craddock   | Jack Conway                    |
| 1938.  | Londonski pločnici         | Libby           | Tim Whelan                     |
| 1939.  | Zameo ih vjetar            | Scarlett O'Hara | Victor Fleming                 |
| 1940.  | 21 dan                     | Wanda           | Basil Dean                     |
| 1940.  | Most Waterloo              | Myra            | Mervyn LeRoy                   |
| 1941.  | Ta Hamiltonova žena        | Emma Hamilton   | Alexander Korda                |
| 1945.  | Cezar i Kleopatra          | Kleopatra       | Gabriel Pascal                 |
| 1948.  | Ana Karenjina              | Ana Karenjina   | Julien Duvivier                |
| 1951.  | Tramvaj zvan čežnja        | Blanche DuBois  | Elia Kazan                     |
| 1955.  | Duboko modro more          | Hester Collyer  | Anatolij Litvak                |
| 1961.  | Rimsko proljeće gđe. Stone | Karen Stone     | José Quintero                  |
| 1965.  | Brod luđaka                | Mary Treadwell  | Stanley Kramer                 |

## Vanjske poveznice
- Vivien Leigh u internetskoj bazi filmova IMDb-u (engl.)
- Vivien Leigh na Internet Broadway Databaseu (engl.)
- Australian National Library, fotografije s australske turneje
- University of Bristol Theatre Collection, University of Bristol
- Vivien Online  Arhivirana inačica izvorne stranice od 26. ožujka 2002. (Wayback Machine)